# Scopula defamataria
Scopula defamataria är en fjärilsart som beskrevs av Walker 1861. Scopula defamataria ingår i släktet Scopula och familjen mätare. Inga underarter finns listade.